# 山田インターチェンジ (千葉県)
山田インターチェンジ（やまだインターチェンジ）は、千葉県東金市山田にある千葉東金道路のインターチェンジである。
ハーフインターチェンジとなっており、京葉道路方面のみ出入り可能である。
当IC付近の本線上には1979年（昭和54）年に千葉東金道路一期区間が完成した際に「山田本線料金所」という料金所が設置され、当時の終点の東金ICでの業務を集約して行っていたが、1998年（平成10年）の二期区間（現在の圏央道松尾横芝IC〜東金IC/JCT間）の完成時に役目を終えた。

## 道路
- E82 千葉東金道路（5番）

## 料金所
- ブース数：4

### 入口
- ブース数：2
  - ETC専用：1
  - ETC/一般：1

### 出口
- ブース数：2
  - ETC専用：1
  - 一般：1

## 歴史
- 1979年（昭和54年）3月8日 - 千葉東金道路一期区間（千葉東JCT - 東金IC）開通に伴い、当IC供用開始。

## 接続する道路
- 千葉県道83号山田台大網白里線

## 周辺
- 緑ヶ丘近隣公園
- 国道126号
- 千葉厄除け不動尊
- 不動の杜ペット霊園

## 隣
E82 千葉東金道路
(4) 中野IC - (5) 山田IC - (5-1) 東金JCT / (6) 東金IC